# Шумки (Псковская область)
Шумки — деревня в Печорском районе Псковской области России. Входит в состав сельского поселения «Лавровская волость».
Расположена в 3,5 км к северо-востоку от волостного центра, деревни Лавры, и в 33 км к юго-западу от райцентра, города Печоры.

## Население
Численность населения деревни по оценке на конец 2000 года составляла 15 жителей.
| 2001 | 2002 | 2010 |
| ---- | ---- | ---- |
| 15   | ↘10  | ↘2   |